# 内原バイパス
内原バイパス（うちはらバイパス）は茨城県水戸市内を通る国道50号のバイパスである。

## 概要
水戸・勝田都市計画道路 3・3・9号 杉崎・元吉田線の一部として都市計画事業化され、水戸市内原地区（計画当時は東茨城郡内原町）の市街地内を通過する対向2車線の現道の南側に平行するバイパス道路として、水戸市杉崎町の三軒屋交差点 - 加倉井町交差点間（延長4.5 km）が2001年に開通した。開通当初は暫定2車線であったが、4車線にレーンを拡幅して供用された。バイパス開通以後、それまでの現道は旧道となり、国道指定を解除されて一般道路（水戸市道）になった。JR内原駅近郊の内原バイパス沿線には、大型ショッピングセンター・イオンモール水戸内原をはじめとする大型店舗やロードサイド店の出店が相次ぎ、交通量は多い。

### 路線データ
- 起点 : 茨城県水戸市杉崎町（茨城県道193号杉崎友部線交点）
- 終点 : 茨城県水戸市加倉井町
- 距離 : 4.5 km
- 車線数 : 4車線
- 区分 : 3種1級
- 設計速度 : 80 km/h

## 歴史
- 1988年（昭和63年）4月7日：都市計画決定、事業化[1]。
- 1990年度（平成2年度）：用地取得着手。
- 1995年度（平成7年度）：工事着手。
- 1999年（平成11年）10月29日：水戸市杉崎町 - 同市加倉井町2.6 kmが暫定2車線で供用開始。
- 2001年（平成14年）3月30日：水戸市杉崎町地内の残り1.9 km区間が暫定2車線で供用開始、全区間2車線で暫定開通。
- 2004年（平成16年）3月22日：水戸市杉崎町 - 同市加倉井町1.9 kmが4車線に線増供用開始。
- 2005年度（平成17年度）：水戸市杉崎町地内の残り2.6 kmが4車線に線増供用開始。

## 交差する道路
- 茨城県道52号石岡城里線（水戸市中原町）